# Żeglarstwo na Letnich Igrzyskach Olimpijskich 1900 – 1–2 t (wyścig II)
Klasa 1 t – 2 t (wyścig II) był jednym z wyścigów żeglarskich rozgrywanych podczas II Letnich Igrzysk Olimpijskich w Paryżu. Zawody odbyły się w dniu 22 maja 1900 r. 
W klasie 1 – 2 t rozegrano dwa wyścigi olimpijskie, w każdym z nich przyznano osobne medale olimpijskie.
W zawodach wzięło udział osiem jachtów z trzech krajów. Niestety nie są znane pełne składy ekip.

## Wyniki
| Pozycja | Sternik (Państwo)    | Załoga                                         | Nazwa jachtu | Waga  | Czas rzeczywisty | Handicap | Czas    |
| ------- | -------------------- | ---------------------------------------------- | ------------ | ----- | ---------------- | -------- | ------- |
| 1       | Paul Wiesner         | George Naue Heinrich Peters Ottokar Weise      | Aschenbrödel | 1.041 | 2:54:36          | 14:43    | 3:09:19 |
| 2       | Hermann de Pourtalès | Hélène de Pourtalès Bernard de Pourtalès       | Lérina       | 2.0   | 3:12:49          | 22:25    | 3:35:14 |
| 3       | F. Vilamitjana       | Auguste Albert Duval Charles Hugo              | Marthe       | 1.8   | 3:16:45          | 21:04    | 3:37:49 |
| 4       | Jacques Baudier      | Lucien Baudier Mantois Dusbosq Edouard Mantois | Nina-Claire  | ?     | 3:49:56          | 20:21    | 4:10:17 |
| 5       | Warenhorst           | b.d                                            | Freia        | ?     | 3:52:45          | 18:37    | 4:11:22 |
| 6       | Textier(1)           | Textier(2)                                     | Mamie        | ?     | 4:14:26          | 15:42    | 4:30:08 |
| 7       | Marcel Moisand       | b.d                                            | Ducky        | 2.0   | 4:25:42          | 22:25    | 4:48:07 |
| DNF     | Eugène Laverne       | Henri Laverne                                  | Amulet       | ?     | -                | -        | -       |
| DNF     | Lecointre            | b.d                                            | Alcyon       | ?     | -                | -        | -       |